# Grammatica lineare
Una grammatica lineare è una grammatica formale generativa.
In particolare è una grammatica libera dal contesto (non contestuale) in cui la parte destra delle produzioni contiene al massimo un non terminale.
Casi particolari di grammatiche lineari sono le  grammatiche regolari poiché possono essere lineari destre oppure lineari sinistre.

## Definizione
Le produzioni di una grammatica lineare sono del tipo:
{\displaystyle A\to \beta ,A\in N,\beta } con al massimo un non terminale.
I linguaggi generabili con grammatiche lineari sono detti linguaggi lineari. Si può dimostrare che questa classe di linguaggi è strettamente contenuta in quella dei linguaggi liberi dal contesto (non contestuali) e contiene strettamente quella dei linguaggi regolari.

## Esempio
Una grammatica lineare con le seguenti regole di produzione:
S → aSb
S → ab
genera il linguaggio {\displaystyle L=\{a^{i}b^{i}\;|\;i\geq 1\}} non generabile con una grammatica regolare.